# Частинские Выселки
Частинские Выселки — деревня в городском округе город Тула Тульской области в составе Пролетарского территориального округа.

## География
Находится в центральной части Тульской области на расстоянии приблизительно 15 км на восток-юго-восток по прямой от Московского вокзала города Тула.

## История
Деревня была известна еще в XIX веке. В 1926 году здесь было учтено 19 дворов, в конце 1930-х годов — 12. До 2014 года входила в Шатское сельское поселение Ленинского района до их упразднения.

## Население
Постоянное население составляло 77 человек (1926 год), 16 (русские 94 %) в 2002 году, 19 в 2010.